# Bob Fish
Bob Fish est une bande dessinée française d'Yves Chaland publiée en 1980 dans Métal hurlant. L'album est sorti l'année suivante chez Les Humanoïdes associés.

## Publications
- Bob Fish, dans Métal hurlant n°52-57, Paris : Les Humanoïdes associés, 1980.
- Bob Fish, Paris : Les Humanoïdes associés, coll. « Métal hurlant », 1981  (ISBN 2731600861)[1].
- Bob Fish, Paris : Les Humanoïdes associés, coll. « Métal hurlant », 1985. Version brochée avec une couverture légèrement différente.

## Traductions
- bruxellois : Bob Fish détectief (trad. Jef Kazak), Bruxelles : Magic Strip, 1982.
- néerlandais : Bob Fish (trad. Peter de Raaf), Haarlem : Oberon, 1982.  (ISBN 9032015761)
- espagnol : Bob Fish (trad. Francisco Meneses), Madrid : Eurocomic, 1985.  (ISBN 8486004519)